# Manica

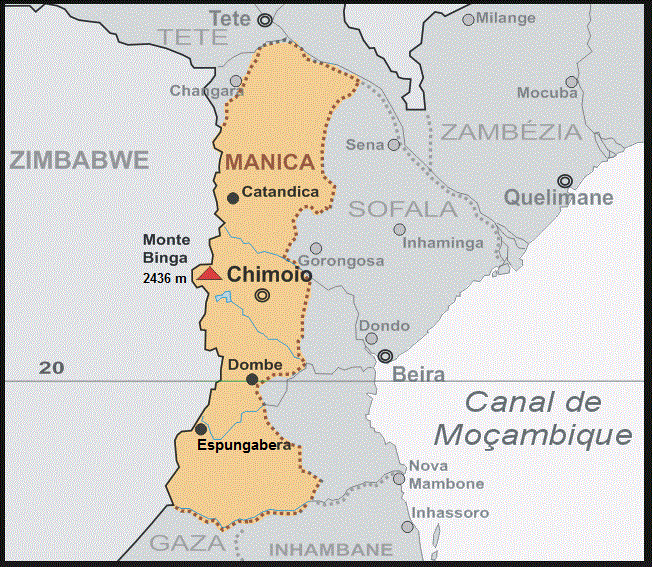
Mapa prowincji Manica

Manica – prowincja w środkowo-zachodnim Mozambiku. Liczy blisko 2 mln mieszkańców (2017). Ośrodkiem administracyjnym prowincji jest Chimoio.